# Tricladium minutum
Tricladium minutum är en svampart som först beskrevs av S.H. Iqbal, och fick sitt nu gällande namn av Marvanová & Descals 1996. Tricladium minutum ingår i släktet Tricladium och familjen Helotiaceae.   Inga underarter finns listade i Catalogue of Life.